# Galär

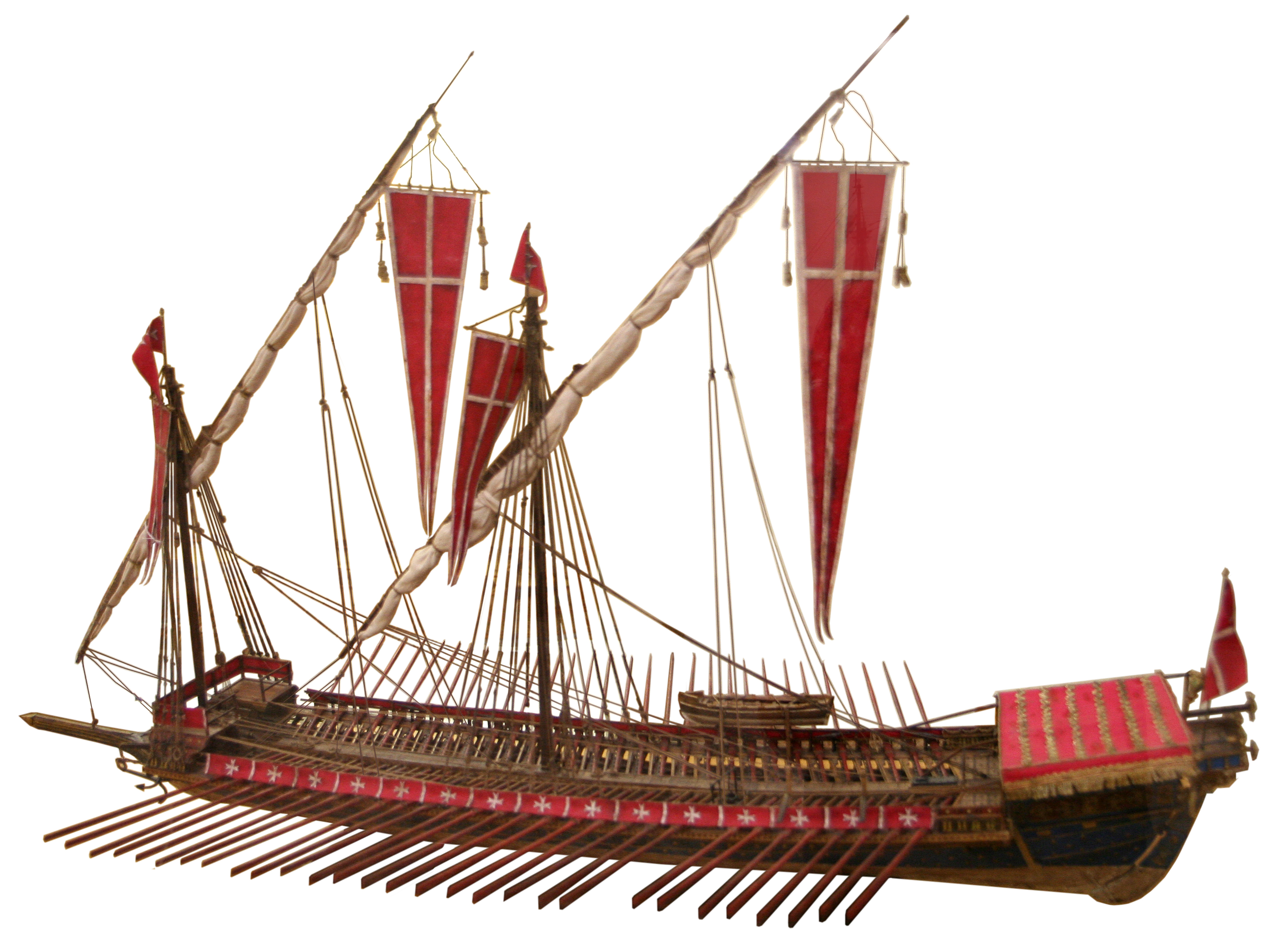
Modell av maltesisk galär från 1500-talet, galärens sista storhetstid.

En galär är ett fartyg som främst drivs med åror. Den utvecklades av sjöfarande civilisationer kring Medelhavet och är belagd sen cirka 700 f.Kr. Galären var under en lång tid den vanligaste typen av krigsfartyg och användes i olika former ända in på början av 1800-talet i krig, handel och sjöröveri. Galären har funnits i en mängd olika former, men kännetecknas av ett långsmalt, grundgående skrov och lågt fribord. Så gott som alla typer av galärer hade även segel som kunde användas när vindriktningen var fördelaktig, men den var främst beroende av muskelkraft för att färdas. Tack vare sina åror kunde galärer färdas oberoende av vind och strömmar och var mycket manövrerbara.
Galärerna var de första specialbyggda krigsfartygen som användes av de tidiga civilisationerna i Medelhavet, särskilt antikens greker, fenicierna och romarna. De förblev den främsta typen av fartyg för krig och sjöröveri i Medelhavet fram till slutet av 1500-talet. De var också de första fartyg som kunde använda kanoner som ett effektivt vapen mot andra fartyg. Utvecklingen av kanonbeväpnade galärer tvingande bland annat fram nya, mer motståndskraftiga typer av havsfortifikationer och snabbade på utvecklingen av seglande örlogsfartyg.
Höjdpunkten för galärkrigföring nåddes under sent 1500-talet med slaget vid Lepanto, en av de historiens största sjöslag innan modern tid i fråga om antal fartyg och manskap. Från början av 1600-talet började krigsgalärer att konkurreras ut av segelfartyg och hybridtyper som chebecken. Under medeltiden användes de i särskilda roller även i Atlanten och i viss utsträckning kring Filippinerna och i Indiska oceanen under tidigmodern tid, främst för att bekämpa sjöröveri. Från mitten av 1500-talet användes galärer under vissa perioder på Östersjön där de var väl lämpade för krigföring i skärgård. Under 1700-talet användes galärerna tillfälligt i och med krigen mellan de expanderande Ryssland och de konkurrerande Östersjömakterna Sverige och Danmark.

## Etymologi
Ordet galär eller galeja har använts i svenska och flera andra europeiska språk sen åtminstone 1500-talet. Det har använts både som allmän term för årdrivna fartyg eller fartyg av den typ som används i Medelhavet. Ordet har sitt ursprung från medeltidsgregiskans galea, en mindre version av dromonen, en av bysantinska flottans främsta krigsskepp. Ursprunget till det grekiska ordet är oklart men kan möjligen relateras till galeos, "pigghaj".

## Terminologi
Det var först från 1500-talet som ett enhetligt galärkoncept uppstod. Innan dess, särskilt under antiken, fanns det en mängd olika termer som användes för olika typer av galärfartyg. I modern historisk litteratur har "galär" ofta använts som en allmän term för olika typer av roddfartyg som är större än båtar. Generellt är det fartygen med ursprung i Medelhavet som anses vara den mer "genuina" typen av galär.
Antikens tidiga galärer fick namn efter antal åror, rader av roddare eller antal årpar. Termerna bygger på samtida språkbruk kombinerat med moderna sammansättningar av grekiska och latinska ord. De tidigaste grekiska med galärerna med bara en rad av åror kallades triakonter (av triakontoroi, "trettioårade") och pentekonter ( pentēkontoroi, "femtioårade"). För senare galärer med mer än en rad åror bygger termerna på latinska siffror med ändelsen "-rem" från rēmus, "åra". En monorem har en rad av åror, en birem två och en trirem tre. Det är bara praktiskt möjligt att ha tre rader med åror på ett fartyg. Över tre så avser siffran inte fler rader med åror utan fler roddare per åra. Kvinkverem ( quintus + rēmus ) betydde bokstavligen "femårad", men betydde egentligen att vissa av årorna hade fler roddare och som totalt bildade fem rader av roddare. För enkelhetens skull har de av många moderna forskare hänvisats till som "femmor", "sexor", "åttor", "elvor", etc. Allt över sex eller sju rader av roddare var ovanligt även om det finns belägg för ett enda exemplar av en "fyrtia" som ska ha byggts på 300-talet f.Kr.
För medeltida och tidigmoderna galärer användes termer som inte var kopplade till den antika traditionen. En av de viktigaste av dem var dromonen, föregångaren till den italienska galea sottila som låg till grund för den slutgiltiga utformningen av den europeiska krigsgalären. Galärer blev en viktig del av krigföring och statsbygge under tidigmodern tid. Från 1500-talet och framåt delades de in i ett antal typer beroende på fartygets storlek och storleken på besättningen. De viktigaste typerna var de stora befälsgalärerna ("lanternor"), halvgalärer, galioter, fusti, brigantiner och fregatas. Marinhistorikern Jan Glete har beskrivit de här typerna som en sorts föregångare till hur brittiska Royal Navy och andra segelflottor i Europa rangordnade örlogsfartyg.

### Liknande roddfartyg

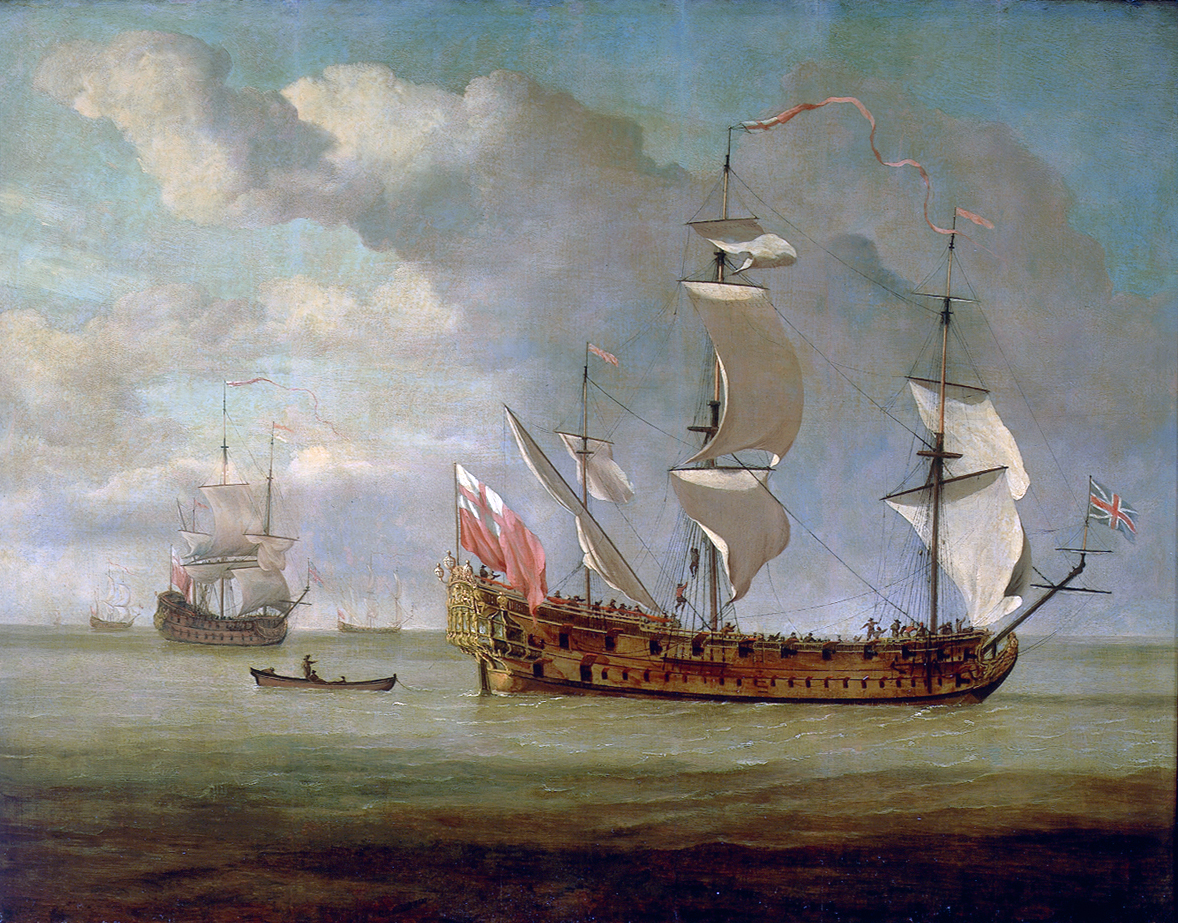
Charles Galley, en "galärfregatt" byggd i England på 1670-talet. Inte en faktisk galär men fick ändå namn efter roddfartyget eftersom den var utrustad med åror; målning av Willem van de Velde den yngre, 1677.

Antikhistorikern Lionel Casson har använt termen "galär" för att beskriva årförsedda vikingaskepp från tidig- och högmedeltid, både långskeppen avsedda för krig och liknande handelsfartyg. Årförsedda krigsfartyg på brittiska öarna på 1000- till 1200-talen byggde på en skandinavisk hantverkstradition men kunde också beskrivas som "galleys", galärer. De var ofta väldigt lika birlinner som var närbesläktade till snekkjor en mindre form av långskepp. På 1300-talet ersattes de av balingers (ett mindre klinkbyggt flatbottnat fartyg) i södra delen av Brittiska öarna medan långskeppliknande fartyg norra Storbritannien.

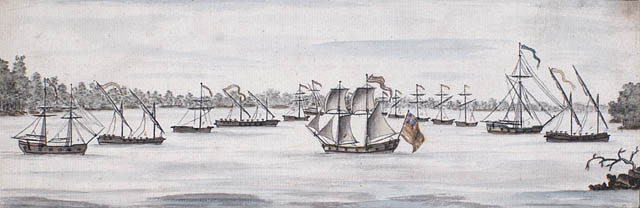
Akvarell av amerikanska fartyg vid slaget vid Valcour Island, som föreställer olika typer av row galleys ("roddgalärer"). De hade liknande funktion som galärer men var byggda efter helt andra principer; Charles Randle (1775-1813).

Den franska flottan och brittiska Royal Navy byggde flera "galärfregatter" runt 1670–1690 som var dubbeldäckade fregatter med en rad av årportar under batteridäcket. De tre brittiska galärfregaterna hade också beskrivane namn: James Galley, Charles Galley och Mary Galley. I slutet av 1700-talet användes "galär" ofta för att beskriva mindre fartyg med kanoner som inte passade in i kategorin den klassiska medelhavstypen. Den tidiga amerikanska flottan och andra flottor byggde fartyg som kallades "galärer" eller "roddgalärer", även om de egentligen var mer lika brigantiner eller kanonslupar. Den här användningen av termen "galär" beskrivning handlade främst om att beskriva fartygens militära roll, och hade mer att göra med frågor kopplade till flottors förvaltning och finansiering.

## Ursprung och tidig historik

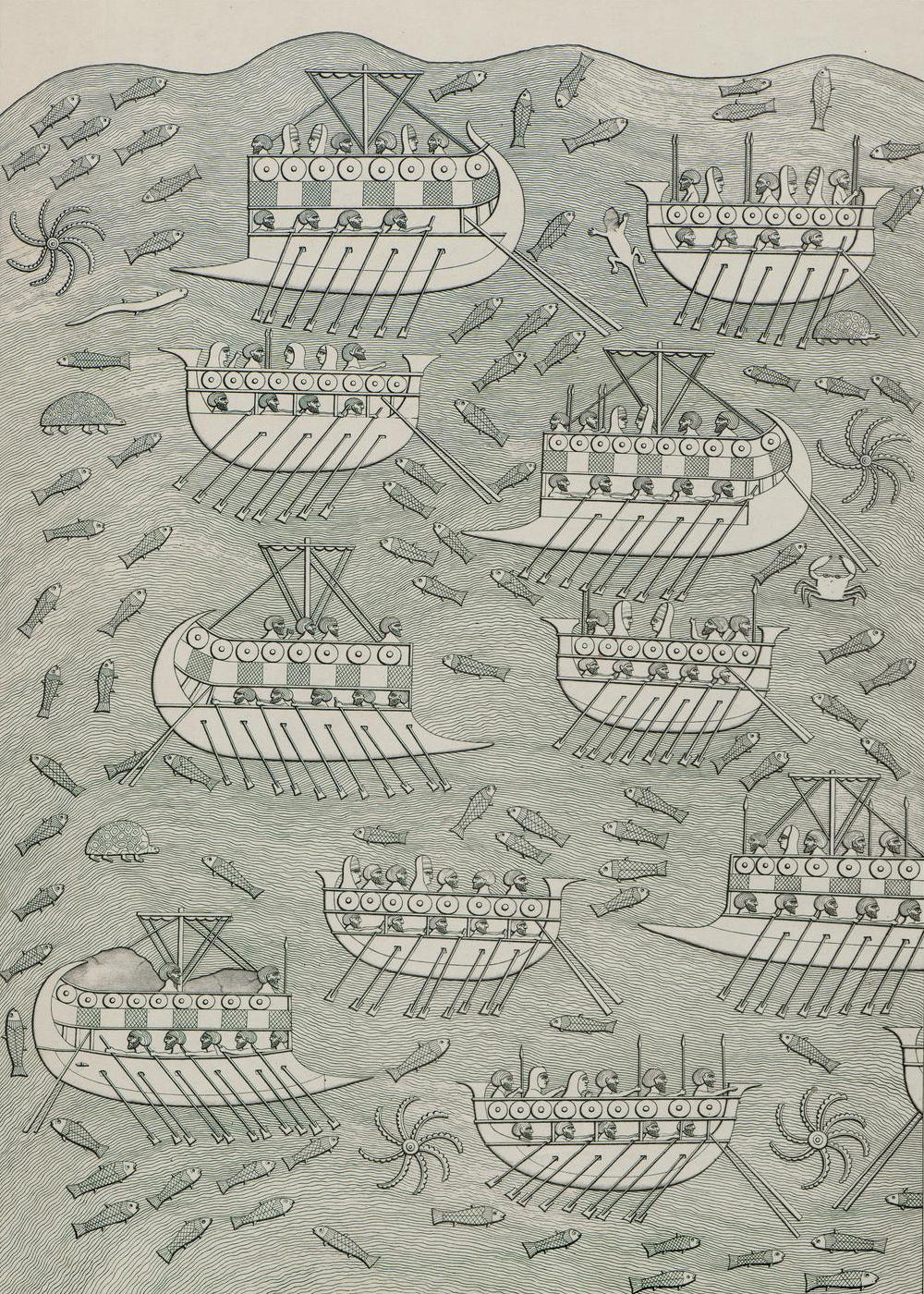
Avbildning av örlogsfartyg (med spetsig för) och handelsfartyg (rundad för); teckning av relief från palats i Nineve, cirka 700 f.Kr.

Föregångarna till galärer var kanoter som tillverkades av urholkade stockar, en av de första vattenfarkoster vi känner till. De hade ett smalt, avlångt skrov som krävde att de paddlades fram i sittande ställning. Det var betydligt mindre effektivt än att ro med riktiga åror med ryggen i färdriktningen. Terrakottaskulpturer och blyskulpturer som hittats kring Egeiska havet visar på att det förekom paddeldrivna farkoster runt 3000-2000 f.Kr. Arkeologer bedömer att koloniseringen av öar i Medelhavet runt 8 000 f.Kr. skulle ha krävt större farkoster som både kunde paddlades och möjligen även hade segel. De tidigaste beläggen på mer avancerade fartyg som utgör de verkliga prototyper för senare galärer kommer från det forntida Egypten under Gamla riket (cirka 2700–2200 f.Kr.). Under farao Pepi I:s styre (2332–2283 f.Kr.) användes dessa fartyg för att anfalla och plundra bosättningar längs den levantinska kusten och för att frakta tillbaka krigsbyte i form av slavar och timmer. Under Hatshepsuts regeringstid (1479–57 f.Kr.) användes egyptiska galärer för att frakta lyxvaror på Röda havet till och från Punt, något som avbildats på väggmålningar vid Hatshepsuts gravtempel vid Deir el-Bahari.
Det var troligen fenicier som utvecklade de första galärerna med två nivåer av roddare som senare blev kända under det grekiska namnet diērēs, eller birem. Fenicierna var bland de främsta sjöfararna och skeppsbyggarna under tidig antik men väldigt lite är känt om vilka typer av fartyg de använde. De avbildningar som finns bevarade är stiliserade fartyg från sigill som är formade som månskäror med en mast och en rad med åror. Minoiska bosättningar på Santorini har fresker daterade till ca 1600 f.Kr. med detaljerade bilder på ceremoniella farkoster utrustade med tak av tältduk. En del av farkosterna ros med åror medan andra förs fram av figurer utrustade med paddlar. Freskerna har tolkats som att de kan föreställa en rituell uppförande av farkoster som redan på den tiden ansågs gamla och kanske anspelar på en äldre tid då man uppfann rodden. I övrigt vet man väldigt lite om hur minoiska fartyg såg ut eller hur de användes.
Fram till slutet av 2000-talet f.Kr fanns det ingen tydlig skillnad i hur handels- och krigsfartyg var utformade. Båtar färdades längs floderna i forntidens Egypten under Gamla riket (2700–2200 f.Kr.) och till havs finns belägg för galärliknande fartyg som fraktade lyxvaror över Röda havet under farao Hatshepsut. Runt 700 f.Kr. började man bygga fartyg med förstammar med spetsiga utskjutande nederdelar som antingen var avsedda som rammar eller för att göra fartygen mer hydrodynamiska. Det innebar den första tydliga uppdelningen mellan fartyg för handel respektive krig. För handel använde fenicierna använde galärer som mindre avlånga, hade färre åror och som förlitade sig mer på segel än rodd. Vrak från 2000- eller 1000-talet f.Kr. som hittats utanför Sicilien har förhållande mellan längd och bredd på 6:1. Det här faller emellan det vanligare 4:1 som gäller för seglande handelsfartyg och 8:1 eller 10:1 för krigsfartyg. Handelsgalärer i det antika Medelhavet användes för mer värdefulla föremål eller ömtåligt god som behövde flyttas så säkert och snabbt som möjligt, eller för viktiga persontransporter.

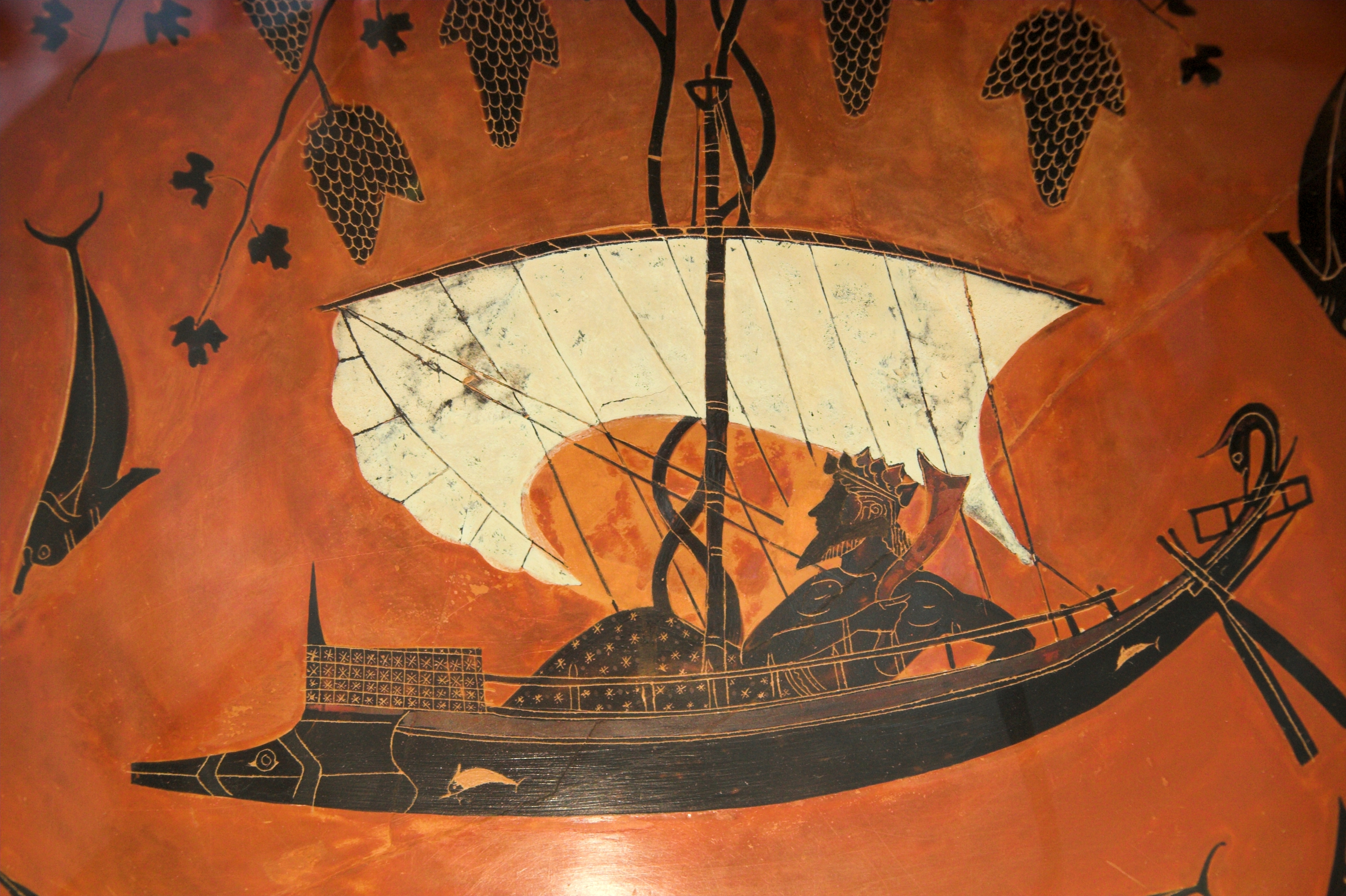
Dionysos färdas på en liten galär i en målning från Dionysosbägaren av Exekias, cirka 530 f.Kr.

De första grekiska galärerna dök upp runt andra halvan av andra årtusendet f.Kr. I den episka dikten Iliaden som utspelar sig på 1100-talet f.Kr. användes galärer med en rad roddare för att frakta krigare till och från olika stridsplatser. Det första dokumenterade sjöslaget i världshistorien, slaget vid deltat, skedde på 1170-talet f.Kr och utkämpades med galärliknande fartyg. Det var det första kända tillfället av där två organiserade väpnade styrkor drabbade samman med vattenfarkoster som främsta vapen. Slaget utkämpades mellan flottor som var väldigt nära flodstränderna och där ena sidan hade understöd av bågskyttar på land.
De första riktiga Medelhavsgalärerna hade vanligtvis mellan 15 och 25 par åror och kallades ofta för triakonterer eller pentakonterer ("trettior" respektive "femtior"). Mycket snart efter att de tillkom en tredje rad åror som roddes mot en sorts utriggarkonstruktion som gav mer utrymme till en tredje rad med åror. De nya galärerna kallades triērēs (τριήρης, "treroddad") på grekiska. Romarna kallade senare denna fartygstyp för triremis ("treårad") eller trirem, den term som är vanligast idag. Historiker triremer kan ha funnits redan kring 700 f.Kr., men det tidigaste säkra belägget är från 542 f.Kr. Efter att triremer utvecklades försvann pentakonterer helt och hållet. Triakonterer användes fortfarande, men bara för spaning och för att skicka brådskande meddelanden.

## Handel och transport

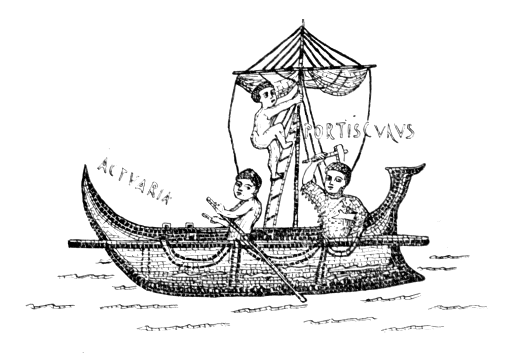
En actuaria avbildad på Altiburus-mosaiken från 200-talet. Figuren i fören slår takt åt roddarna med en träklubba.

Animerad 3D-modell av skrovstrukturen i en venetiansk "storgalär" från 1400-talet. Den här av arkeologen Courtney Higgins är baserad på mätningar från samtida skrifter om skeppsbyggnad.

Källor för antika handelsgalärer kommer främst från grekisk och romersk sjöfart, men det är troligt att handelsgalärer över hela Medelhavet var mycket lika varandra. På grekiska kallades en handelsgalär histiokopos ("segel-årare") som syftade på att de kunde färdas med hjälp av både vind och roddare. På latin hette de actuaria (navis), "(skepp) i rörelse", som syftade på att de kunde att röra sig framåt oavsett oavsett väder och vind. De var så snabba och pålitliga att det var möjligt att frakta färskvaror från olika delar av Medelhavet till Rom. Under ett av sina berömda "Carthago delenda est"-tal visade Cato den äldre upp ett färskt fikon som skulle ha plockats bara tre dagar innan i Nordafrika, för att illustrera hur nära ärkefienden Kartago var. Andra varor som fraktades av galärer var honung, ost, kött och till och med levande djur avsedda för strid mot gladiatorer. Romarna hade flera olika typer av handelsgalärer som specialiserade sig på olika uppgifter: actuaria med upp till 50 roddare var den mest mångsidiga, phaselus (bokstavligen "bönskida") var avsedd för passagerare och en lembus var ett mindre fartyg avsett för mindre expressfrakter. Många av de fartygstyperna användes också långt in på medeltiden.

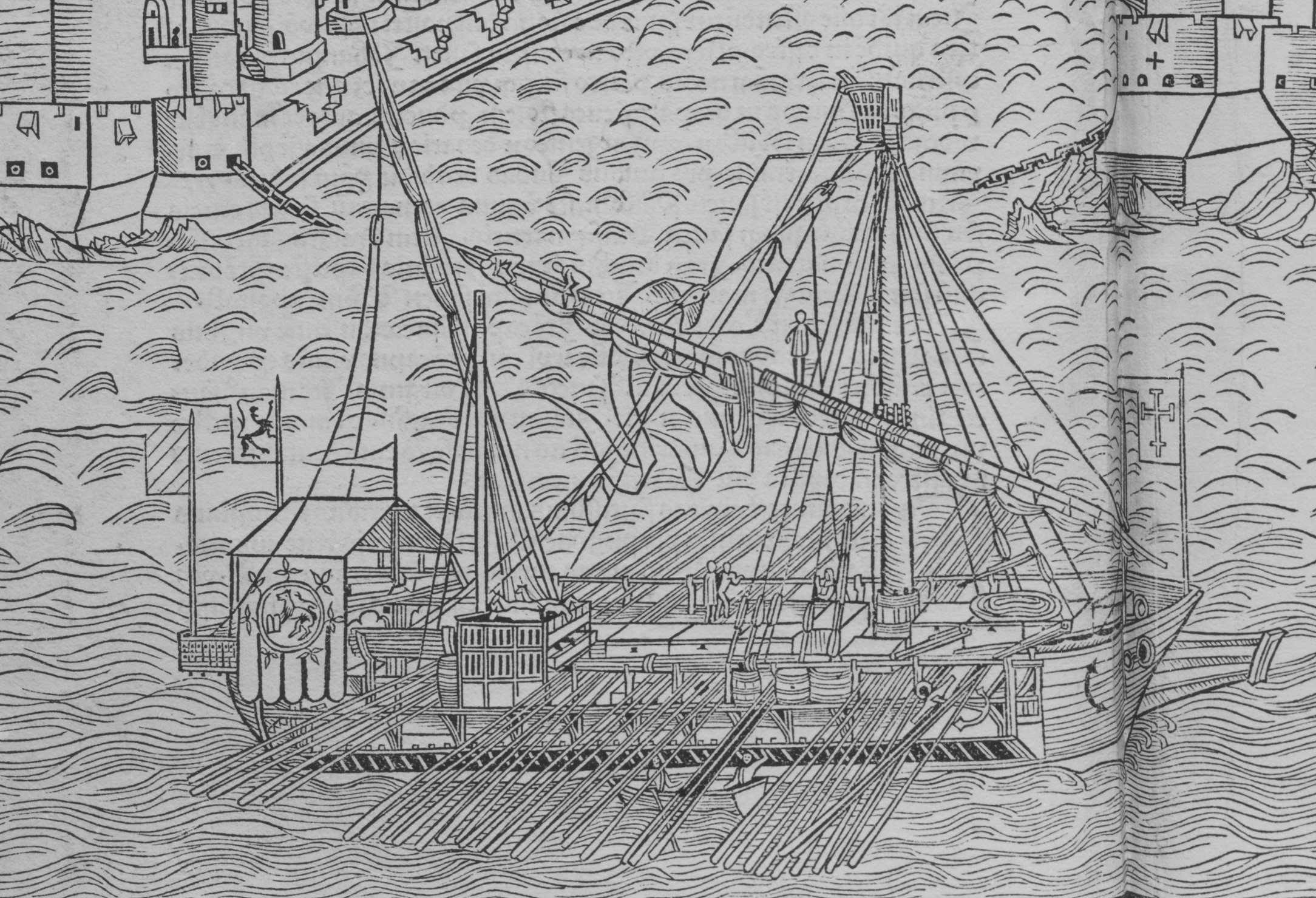
En så kallad "storgalär" från slutet av 1400-talet med utrymme för både passagerare och även deras hästar; Erhard Reuwich, Peregrinatio in terram sanctam, 1486.

Efter Västromerska rikets fall runt 400-talet kollapsade den tidigare Medelhavsekonomin och handeln minskade drastiskt. Det Östromerska riket upprätthöll inte mycket av handeln som gick på land men var beroende av fungerande sjöfart för att hålla ihop riket. Handel med bulkvaror som spannmål minskade runt 600–750 medan handeln med lyxvaror ökade. Galärer fortsatte att användas i handeln, men var lönsamma främst för att lyxvaror. På 900-talet skedde en kraftig ökning av sjöröveri vilket ledde till större handelsfartyg med större besättning. De här fartygen byggdes främst av de nya stadsstaterna i Italien som utvecklades till de betydande sjömakter, bland annat Venedig, Genua och Pisa. Deras handelsgalärer liknade dromoner men utan tunga vapen och var både snabbare och bredare. De största handelsgalärerna användes av Venedig, och byggde på typerna pamphylon och chelandion. De hade överbyggnader som liknade mindretorn och kunde bemannas av besättningar på upp till 1000 man. Vi behov kunde de också användas i krig. Ett ytterligare uppsving för utvecklingen av stora handelsgalärer var ökningen västeuropeiska pilgrimer som reste till det Heliga landet. I norra Europa dominerades handel och sjöfart av långskepp och liknande fartygstyper, som knarren. De liknade på många sätt Medelhavets galärer, men utvecklades från en separat skeppsbyggnadstradition.
I Medelhavet fortsatte handelsgalärer att användas under hög- och senmedeltiden, även när segelfartyg fick både bättre skrov och segel. Höjdpunkten i utformningen av handelsgalärer var den venetianska galea grossa ("storgalär") började byggas på 1290-talet. En galea grossa var större än samtida krigsgalärer (upp till 46 m lång) och hade ett djupare djupgående och mer utrymme för last (140–250 ton). Den hade en uppsättning roddare på upp till 150 till 180 man som alla kunde försvara fartget från anfall och var därför väldigt säkra färdmedel för den som hade råd. Det blev del av en affärsverksamhet som servade rika pilgrimer till det Heliga landet, en resa som kunde genomföras på bara 29 dagar på sträckan Venedig-Jaffa inklusive uppehåll i land för att fylla på vatten, proviant eller för att ta skydd mot dåligt väder. Det uppstod rutter mellan olika hamnar i Medelhavet, mellan Medelhavet och Svarta havet och ända till Brygge i Lågländerna. År 1447 gjorde till exempel florentinska galärer uppehåll i upp till 14 hamnar på väg till och från Alexandria i Egypten.

## Krigföring under antiken och medeltiden
De första galärerna i krig användes för att frakta krigare och fram till åtminstone mitten på andra årtusendet f.Kr. fanns inga specialiserade krigsgalärer. Kring 1300-talet f.Kr. finns belägg för de första specialbyggda krigsfartygen som snabbare och rörligare än handelsfartyg. De användes för att anfalla bosättningar och fartyg, eller för att frakta budbärare. Plundring var under den här perioden den huvudsakliga formen av organiserat våld i Medelhavsområdet. Antikhistorikern Lionel Casson har pekat på Homeros verk som ett exempel på att plundringståg ansågs vara en legitim sysselsättning bland forntida sjöfolk.
Runt 700-talet f.Kr. utvecklades rammen, en metallskodd förlängning av förstäven som kunde slå hål på fiendens fartyg längs långsidan, under vattenlinjen. Det innebar att sjöstrid inte bara var en fråga om att borda genom närstrid. Det blev betydligt viktigare att göra fartyg så snabba och lättrörliga som möjligt för att kunna ramma fiendens svagaste punkter, och att själv undvika att bli rammad. De första galärtyperna hade bara en rad roddare som satt på bänkar direkt på skrovet och rodde mot årportar som satt direkt på relingen. Den praktiska övre gränsen för träfarkoster i krigföring var runt 25-30 åror per sida. Om det var fler än så skulle fartygen bli för långa och bräckliga. Runt 750 f.Kr. utvecklades fartyg med samma antal roddare som tidigare, men de var placerade snett ovanför varandra. Resultatet var galärer som var kortare men med lika mycket muskelkraft vilket gjorde dem till betyligt effektivare rammare.
Större och mer avancerade stater och hårdare konkurrens mellan dem ledde till mer avancerade krigsgalärer med fler roddare. Från 500-talet f.Kr. utvecklades allt större och mer komplexa fartyg, den mest avancerade var den klassiska triremen med upp till 170 roddare. Triremerna var centrala i flera större slag under de grekisk-persiska krigen 502–449 f.Kr. och peloponnesiska kriget 431–404 f.Kr., bland annat slaget vid Aegospotami 405 f.Kr. där Atens besegrades av Sparta och dess allierade. Triremen var ett avancerat fartyg som krävde mycket resurser och kompetens att bygga och vars besättning var dyr i drift. Runt 300-talet var de nya specialiserade krigsfartygen väletablerade och krävde en stor och välutvecklad statsapparat för att bygga och underhålla. De nya fartygen krävde också fria yrkesroddare med många års erfarenhet.

### Tidig antik

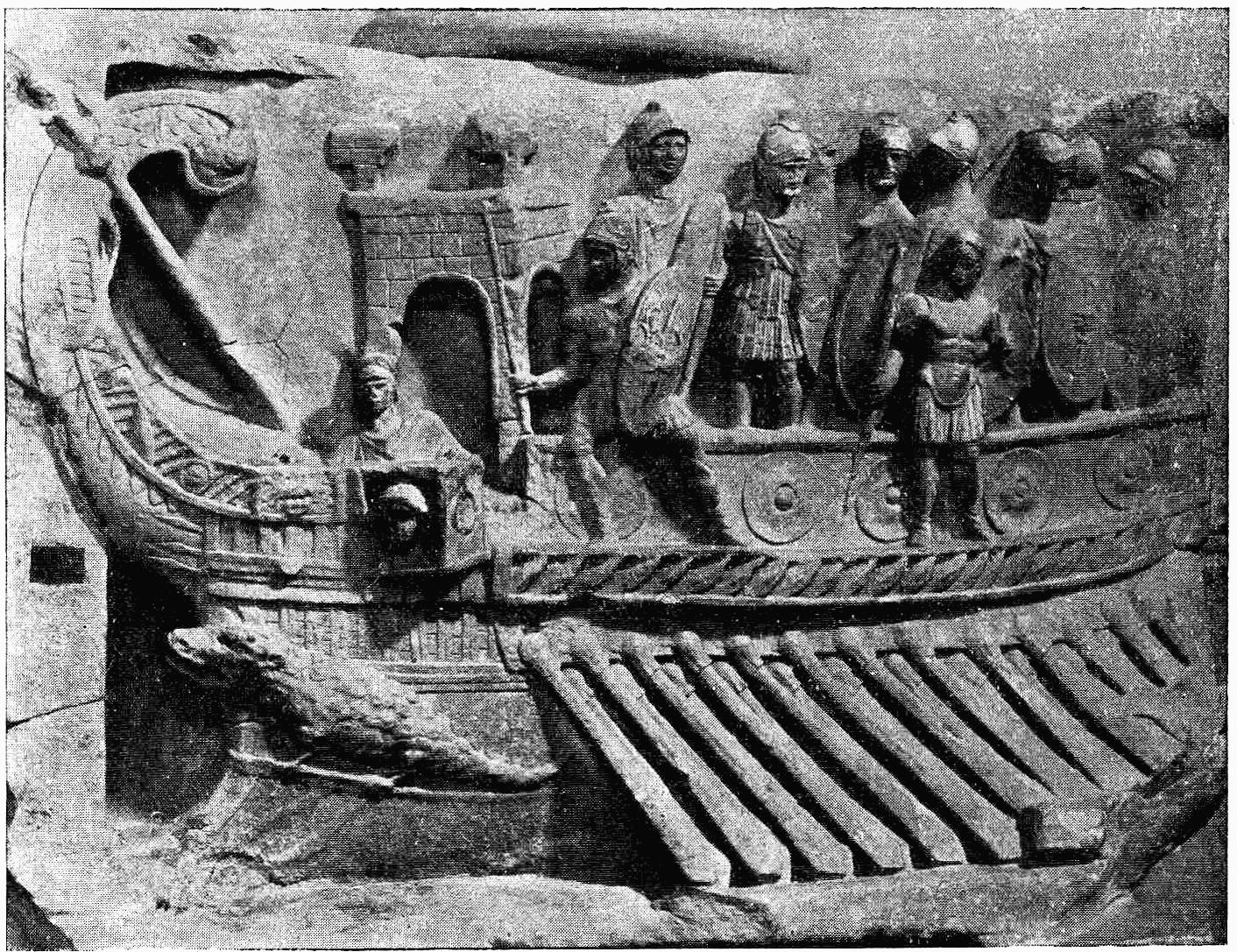
En romersk birem på en relief från templet till Fortuna i Praeneste cirka 120 f.Kr.

I takt med att civlisationerna kring Medelhavet blev större och mer komplexa blev även deras flottor. Utformningen med två till tre rader med åror förblev densamma, men varje åra fick fler roddare. Det är oklart exakt varför den här utvecklingen skedde. Det kan ha berott på att det tillkom fler soldater på fartygen och att man började utrusta dem med olika typer av kastvapen, till exempel katapulter. I och med att flottstyrkorna blev större kan det också ha blivit svårare att hitta tillräckligt med skickliga roddare för upprätthålla ett system med en man per åra, som i de första triremerna. Med fler man per åra räckte det med en skicklig roddare för sätta takten för de andra och därför kunde fler oerfarna roddare användas.
Arvtagarna till Alexander den stores rike byggde galärer som var som triremer eller biremer, men med betydligt fler roddare för varje åra. Dionysius I av Syrakusa (ca 432-367 f.Kr.) anses ha varit första med att bygga en "femma" och "sexa", alltså fem eller sex rader med roddare fördelade på två eller tre rader av åror. Ptolemaios II (283-46 f.Kr.) byggde en stor flotta som bestod av stora galärer och experimenterade med upplägg med tolv och ända upp till fyrtio rader av roddare. De största anses dock ha varit ganska opraktiska och mer avsedda som prestigebyggen. Flottor med stora galärer drabbade samman under de puniska krigen (246–146 f.Kr.) mellan den romerska republiken och Kartago. Under de här krigen förekom gigantiska sjöstrider med hundratals fartyg och tiotusentals roddare, sjömän och soldare.

### Romerska riket

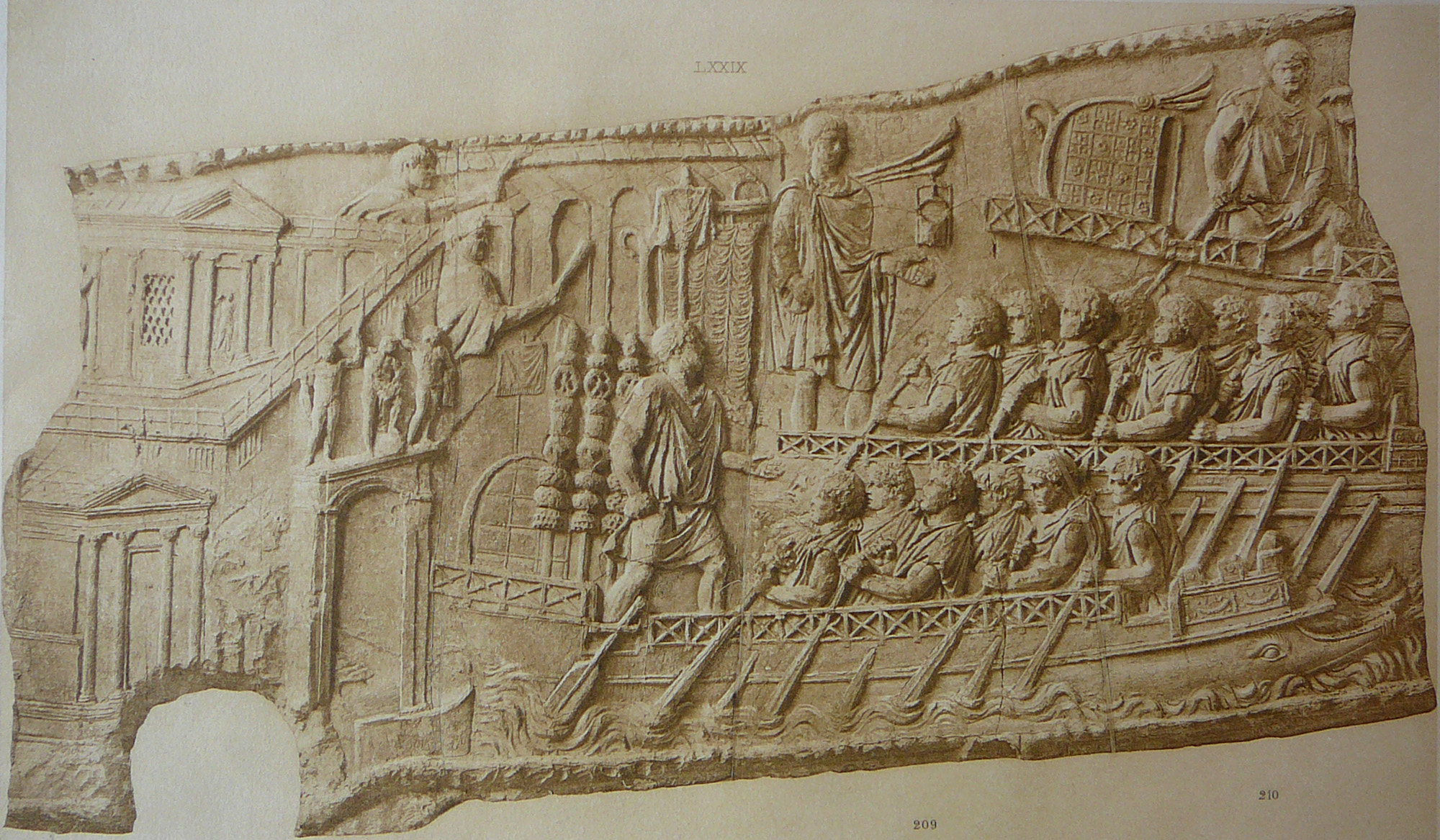
Två liburner som romarna använde i dakiska krigen i början av 100-talet e.Kr.; relief från Trajanuskolonnen, cirka 113 e.Kr.

De romerska flottorna var som störst vid slaget vid Actium år 31 f.Kr. mellan Augustus och Marcus Antonius. Efter Augustus seger vid Actium, avvecklades merparten av flottan och dess fartyg brändes. De romerska inbördeskrigen utkämpades mestadels på land, och från 160-talet fram till 300-talet e.Kr. finns inga belägg större sjöslag. Galärbesättningar avvecklades eller anställdes för att sätta upp naumachia, en sorts krigsskådespel inför publik. Sjömän användes också för att hantera de segelliknande solskydden som fanns på större romerska arenor. De återstående flottstyrkorna agerade som understöd till legionerna, och galärbesättningar såg sig själva som milites, "soldater", snarare än nautae, "sjömän".
De romerska galärflottorna gjordes om till provinsiella säkerhetsstyrkor som var betydligt mindre och som främst använde sig av liburner, mindre biremer med 25 par åror. Den var uppkallad efter en illyrisk stam som romarna förknippade med sjöröveri, och fartygstypen var baserade på, eller åtminstone inspirerade av, en av deras huvudsakliga fartyg. Liburner och andra mindre galärer patrullerade längs de större floderna i Europa och nådde i vissa fall ända upp till Östersjön, där de användes för att slå ner uppror och försvara rikets gränser. Romarna upprätthöll baser över hela riket: längs floderna i Centraleuropa, fästningar längs de nordliga kusterna och Brittiska öarna, Mesopotamien och Nordafrika, inklusive kring Trabzon, Wien, Belgrad, Dover, Seleukia och Alexandria. Det finns få belägg för egentliga galärstrider från den här tiden. Ett slag 70 e.Kr. ska ha skett i närheten av den okända platsen "Batavernas ö" under batavernas uppror. Bland annat deltog en trirem som romerskt flaggskepp. Den sista fasta provinsflottan, classis Britannica, avvecklades i slutet av 200-talet, men fick ett mindre uppsving under Konstantin den store (272–337). Det sista stora sjöslaget som utkämpades av ett enat romarrike skedde också under Konstantins styre: slaget vid Hellsponten år 324. Någon gång efter det slutade man använda den klassiska antika triremen och den föll snart i glömska.

### Medeltiden
Från 1000-talet och framåt blev segelfartyg bli vanligare som krigsfartyg och galärer mindre vanliga. Större segelfartyg med höga relingar kunde fungera som flytande fästningar som var svåra att borda och ännu svårare att erövra. Galärerna förblev viktiga och användbara i krig för att de var lättmanövrerade och kunde förflytta sig där segelfartyg blev stillastående, till exempel vid stiltje och till och med mot vindriktningen. Medeltida segelfartyg hade långt in på senmedeltiden bara en mast med bara ett stort fyrkantigt råsegel vilket gjorde de svåra att styra. De kunde segla i lovart men var dåliga på att kryssa, och var mycket långsamma jämfört med senare tiders fullriggare. Galärer var därför viktiga vid kusträder och amfibieoperationer, två av de viktigaste aspekterna av medeltida sjökrig.
I östra Medelhavet anfölls bysantinska riket av muslimska araber från 600-talet och framåt, vilket ledde till hård konkurrens med större flottor och större krigsgalärer. Efter att araberna erövrat Egypten och Levanten började de snart bygga fartyg som var väldigt lika bysantiska dromoner, bland annat med hjälp av koptiska hantverkare som tidigare bysantinska skeppsvarv och baser. På 800-talet hade konkurrensen mellan Östrom och araber gjort östra Medelhavet till ett ingenmansland för handel. På 820-talet erövrades Kreta av andalusiska muslimer som flydde från en misslyckad revolt mot Cordobaemiratet. Ön blev därefter en galärbas för anfall mot kristna staters sjöfart tills ön återerövrades av Bysans 960.
I västra Medelhavet och Atlanten ledde delningen av det karolingiska riket i slutet av 800-talet till en period av instabilitet. De ledde till ökat sjöröveri och plundringståg i och kring Medelhavet, särskilt av muslimska styrkor. Situationen förvärrades av anfallande vikingar som använde långskepp, fartyg som var väldigt lika galärer både i funktion och form och som använde liknande taktik, men amfibieanfall och kusträder. För att möta de nya hoten började lokala härskare att bygga stora roddfartyg, i vissa fall med upp till 30 par åror, som var större, snabbare och med högre relingar än vikingaskeppen. Från mitten av 1000-talet avtog vikingarnas anfall och räder, både kring Atlantkusten i Medelhavet. Handeln växte och blev stabilare i och med att kristna kungadömen som Frankrike, Ungern och Polen växte och blev starkare. Vid samma tid växte sig också italienska hamnstäder och stadsstater (Venedig, Pisa, Genua) starkare medan Bysans kämpade mot hot från öst.
Sjökrigföring under medeltiden var uppdelat i två tydliga regioner. I Medelhavet användes galärer för kusträder och i strider om strategiska. I Atlanten och Östersjön var fokus på segelfartyg som främst användes för trupptransporter och med galärer som understöd i strid. Galärer var det vanligaste typen av krigsfartyg som användes av sjömakter i Medelhavet med intressen i norr, särskilt Frankrike, de iberiska kungarikena och de italienska statstaterna.

## Tidigmodern tid
Under medeltiden ersattes tornen med plattformar för bågskyttar och slungkastare. Någon gång under senantiken eller tidig medeltid övergick man även till trekantiga latinsegel och under det bysantiska riket användes även grekisk eld, en tidig form av eldkastare, som anfallsvapen. Det sista stora galärslaget var slaget vid Lepanto 1571. Från slutet av 1600-talet blev galärerna gradvis utkonkurrerade av segelfartyg i rollerna som både krigs- och handelsfartyg. Galärer fanns kvar ända in på tidigt 1800-tal i kustflottor, bland annat den svenska skärgårdsflottan och dess ryska motsvarighet.

## Utformning och byggnation

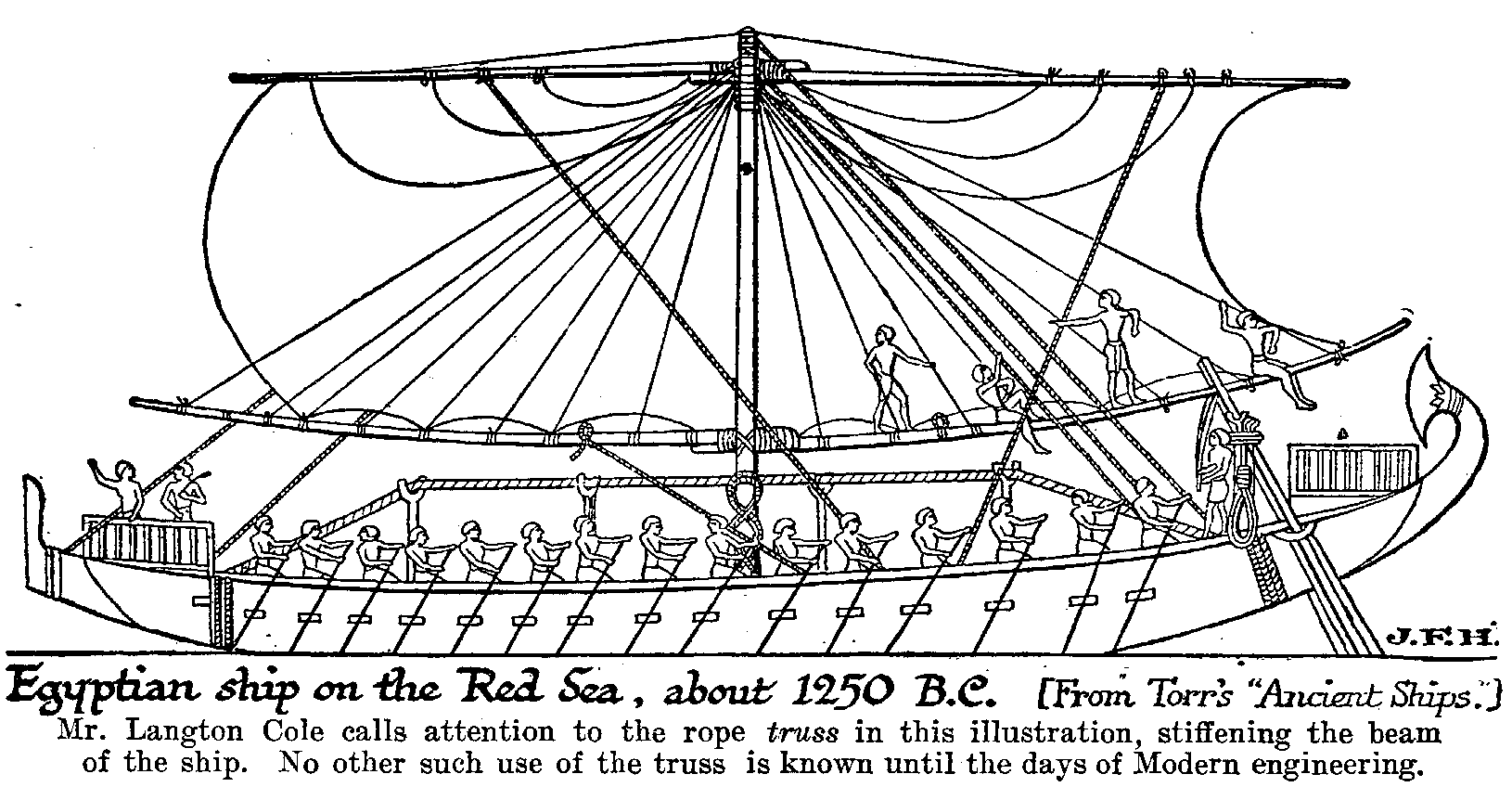
Egyptiskt galärliknande fartyg från cirka 1250 f.Kr. Den här typen av fartygen hade ingen riktig köl och hade istället en grov tross som var spänd från för till akter för att fartyget inte skulle få svinrygg.

Det finns bara fragmentariska belägg för hur man byggde antika galärer är fragmentariska särskilt från före romersk tid. Planritningar i modern mening uppkom först på 1600-talet och inget liknande finns bevarat från antiken. Hur galärer byggdes har därför varit en fråga om att studera avbildningar och beskrivningar i litteratur, konstverk, mynt och skulpturer där fartyg förekommit. Krigsgalärer sjönk sällan i strid, även om det blev hål i skrovet, och hade generellt ingen ballast. Därför har nästan inga vrak efter antika krigsfartyg hittats.
På gravmonumentet till den egyptiske faraonen Sahura (2487–2475 f.Kr.) i Abusir finns reliefbilder av fartyg med markant språng (krökningen i änden av skrovet) och sju par åror, ett antal som sannolikt hade varit symbolisk snarare än en realistisk skildring, och att styra åror i aktern. Fartyget har en mast och vertikal för- och akterstäv, och fören är utsmyckad med ett Horusöga, det tidigaste exemplet på ett sånt. Ögat användes senare av andra civilisationer kring Medelhavet i tron att det hjälpte fartyg att färdas säkert till sitt mål. De tidiga egyptiska fartygen saknade någon egentlig köl. För att öka stabiliteten längs fartygets längd spändes grova trossar mellan för och akter som hölls upp av massiva stöttor. De hölls spända för att motverka att fartyget fick kattryg till sjöss (att fartygets skrov böjdes uppåt i mitten). På 1400-talet f.Kr. avbildades fortfarande egyptiska galärliknande fartyg med ett tydligt språng och hade också fått de typiskt framåtböjda akterdekoration i form av en lotusblomma. Fartygen hade vid den här tiden också eventuellt fått en tidig form av köl, men man behöll ändå de stora kablarna som var avsedda att motverka kattrygg.

## Drift

En antik grekisk trirem i genomskärning som tydligt visar de tre nivåerna av roddare.

Galärer har så länge de funnits förlitat sig främst på rodd för att färdas. Upplägget för roddare utvecklades under 1000-talet f.Kr. från bara en rad av roddare upp till två eller tre rader där roddarna satt snett ovanför varandra. Fler än tre rader var inte praktiskt görbart eftersom roddarna över den tredje raden skulle behövt ha åror skulle blivit för långa och för tunga. Till en början roddes varje åra av bara en roddare men antalet per åra ökade med åren med olika kombinationer av rader.

### Rodd
Ju snabbare en farkost i vatten färdas, desto mer energi krävs det för att förflytta den. Åresystem genererar mycket låga energimängder för drift, endast cirka 70 W per roddare. Den övre gränsen för rodd i sittande ställning är runt 15 km/h. Antika krigsgalärer av den typ som utvecklades under klassisk antik betraktas av historiker som den mest effektiva och snabbaste typen av galärer som funnits. En fullskalig rekonstruktion av en trirem från 400-talet Olympias byggdes 1985-87 och användes för sjöprov. Den klarade av en marschfart på runt 13 km/h under en hel dag och kunde utföra korta sputar på max 18 km/h. Antika krigsfartyg var lätta konstruktioner och de ursprungliga triremerna antas ha varit de snabbaste typen av galärer som nånsin byggdes. Medeltida galärer antas ha varit avsevärt långsammare, särskilt eftersom de inte var byggda för rammning. Uppskattningen är att de höll en marschfart på högst 6 km/h. De kunde troligen spurta upp till 13 km/h i 20–30 minuter men skulle då också fullständigt tröttat ut roddarna.

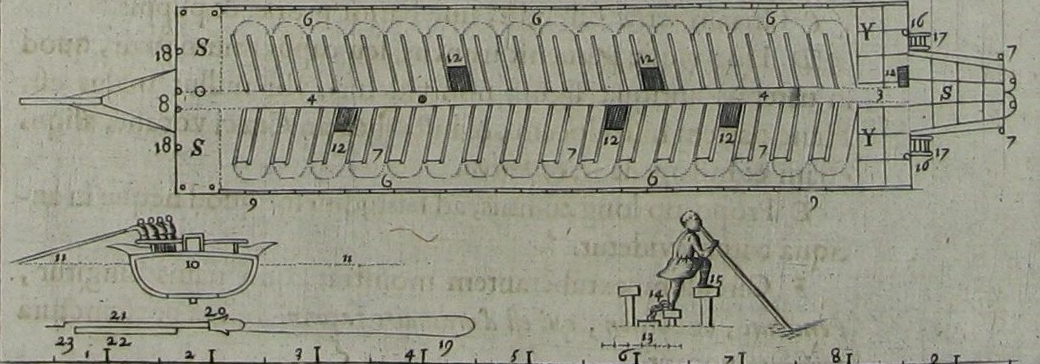
Gavyr från 1643 av Claude Barthelemy Morisot som visar placeringen av roddbänkar och roddare på en mindre galär med 16 par åror. Längst ner till höger syns en roddare vid högsta punkten av sitt årtag enligt den roddteknik som var vanligast från 1500-talet och framåt.

Galärer roddes i sittande ställning med ryggen i färdriktningen, den ställning som bäst utnyttjar de mänskliga muskelgrupperna. Årtag där även benen sträcktes ut för att ge extra kraft anses ha varit möjligt av vissa historiker men det finns inga belägg för att det var praktiskt görbart. Experiment med Olympias, visade att det inte fanns tillräckligt med utrymme och att säten eller bänkar som var rörliga inte var praktiskt genomförbara med äldre byggnadsteknik. Roddare i antika krigsgalärer satt ett övre däck med begränsad sikt utåt. Rodden och koordinerades av en överordnad med pipor eller med gemensam rytmisk sång. Galärer var mycket lättrörliga och kunde vända på sin axel eller till och med ro baklänges, även om det krävde en skicklig och erfaren besättning. I galärer med tre eller fler roddare per åra satt alla, men roddaren inombords växlade mellan att ställa sig upp när åran flyttades framåt och sätta sig när han drog den bakåt. Rörelsen upprepades sen för varje årtag.
Att ro i motvind eller till och med måttligt vind var svårt och tröttade ut besättningen. På öppet hav satte antika galärer segel om man hade vinden i ryggen. De var dock känsliga för höga vågor och kunde bli ohanterliga om vågorna gick över utriggaranordningen som årorna vilade på. Antika och medeltida galärer kunde troligen bara segla med vinden mer eller mindre direkt mot aktern med en toppfart på runt 17 km/h i goda förhållanden.

### Segel och rigg

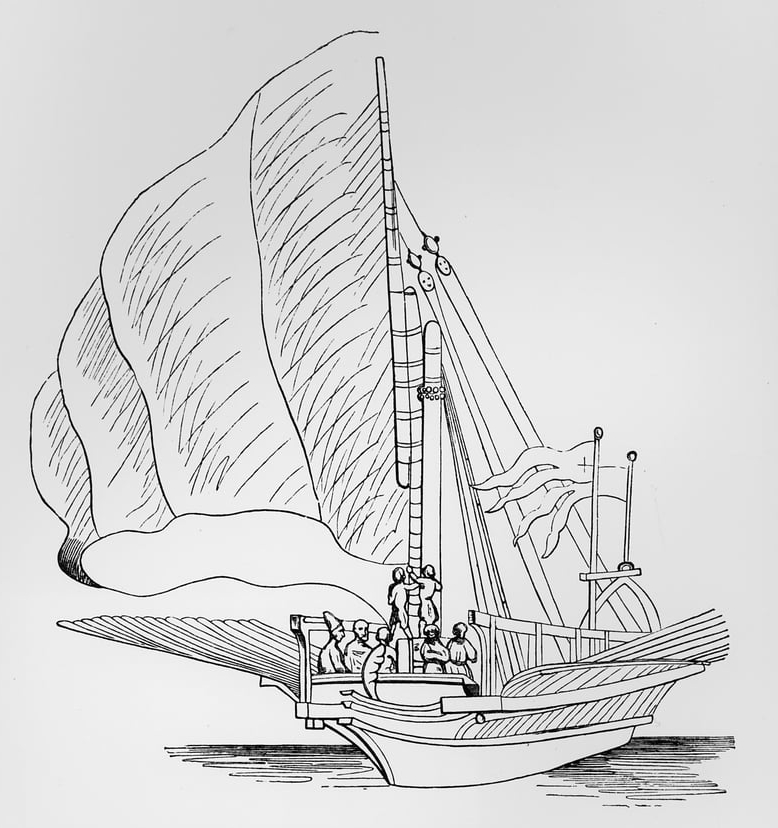
Stagvändning på en galär med latinsegel från tidigt 1500-tal; efter teckning av Rafael.

Antika galärer var råriggade med ett enda stort fyrkantigt segel. Den var riggad på en mast något framför fartygets mitt och en mindre mas i fören. Trekantiga latinsegel finns belagda från 100-talet e.Kr. och blev så småningom den mest använda segeltypen för galärer. Kring 800-talet var latinseglen standard för de flesta galärer. Den var mer komplicerad och krävde en större besättning att hantera än en råsegelrigg, men det var vanligtvis inget problem eftersom galärer var tvungna att ha en stor uppsättning roddare. Den bysantiske generalen Belisarius' invasionsflotta från 533 var åtminstone delvis riggad med latinsegel och man antar att det också blivit standard för dåtida dromoner. Råsegelriggarna i Medelhavet blev alltmer ovanliga under medeltiden. Råsegel är fästa vid en rå, en lång horisontell bom, som sitter på framsidan av masten och går att svänga för att anpassa efter vindriktningen. Ett latinsegel är istället fäst vid ett spri med hela seglet på ena sidan av masten. För att genomföra en stagvändning var man tvungen att ställa spriet helt vertikalt och sen flyttas över det till andra sidan av masten. Spriet var oftast längre än själva masten, och inte sällan nästan lika långt som hela galären, och att byta hals på en latinriggad galär var en tidskrävande och arbetsintensiv manöver.

### Galärslavar

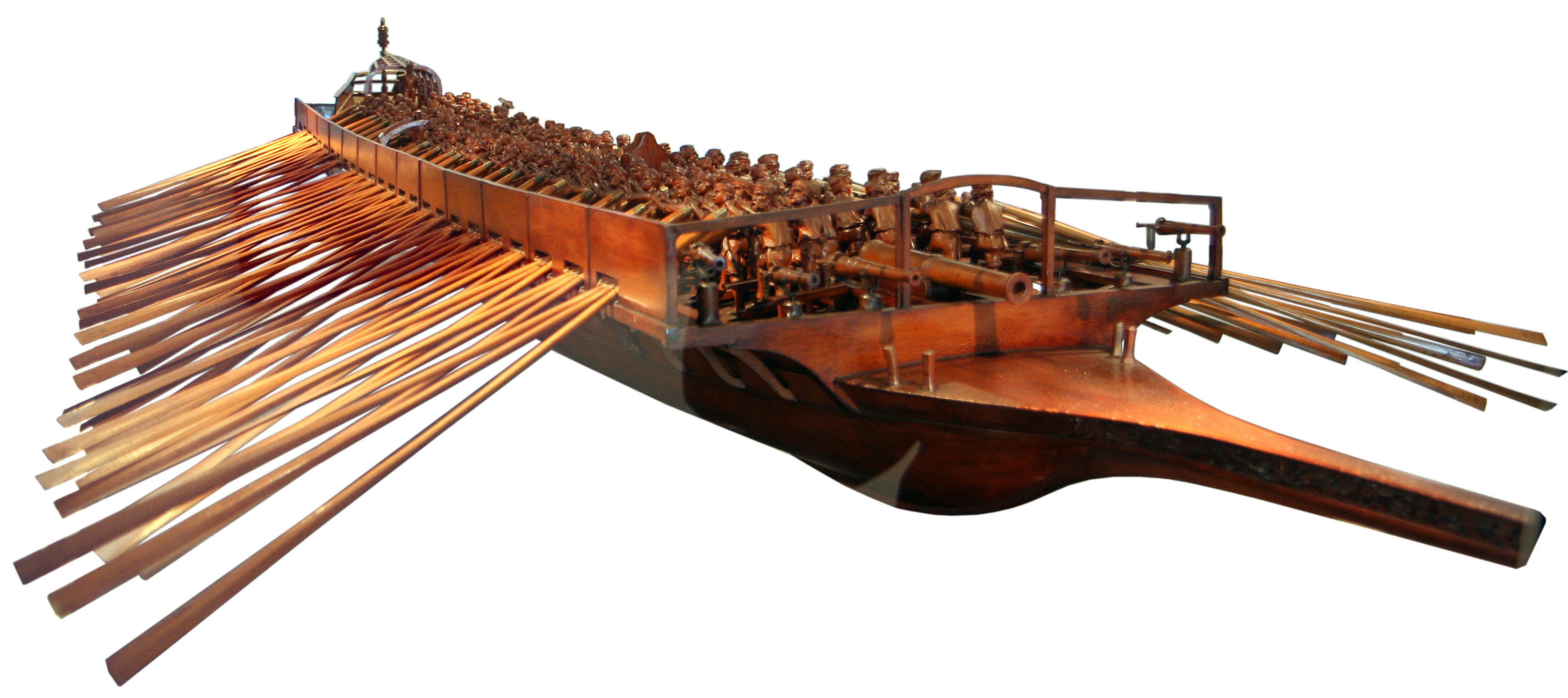
Modell av en venetiansk galär som ros alla sensile, med tre roddare som delar en bänk med en åra var; modell i Museo Storico Navale i Venedig.

Det saknas belägg för att slavar användes som galärroddare i någon större utsträckning under antiken även om den bilden har varit vanlig inom modern populärkultur, till exempel i filmen Ben Hur. Skriftliga källor visar på att grekiska och romerska flottor använde betald arbetskraft eller vanliga soldater som roddare på sina galärer. Slavar användes bara undantagsvis i kris. Romerska handelsfartyg (vanligtvis segelfartyg) bemannades med slavar, till och med kaptener, men det var ovanligt på handelsgalärer.
Det var först i början av 1500-talet som det blev vanligt med galärslavar. Under den här perioden ökade storleken på både galärflottor och enskilda fartyg vilket krävde fler roddare. Antalet roddbänkar kunde inte utökas eftersom skrovet skulle bli för avlångt och bräckligt och det var inte möjligt att ha fler än tre åror per bänk. Det begränsade antalet professionella roddare kunde inte hänga med i efterfrågan från de stora galärflottorna och det blev allt vanligare att använda slavar eller straffånga. Det krävde därför en enklare roddteknik än den äldre. Med yresroddare användes alla sensile-metoden med en åra per roddare som satt upp till tre på samma bänk. Den byttes gradvis ut till förmån för att ro a scaloccio, vilket krävde mindre erfarenhet och yrkeskunskap. Med den nya metoden användes bara en enda stor åra per bänk och roddes typiskt sett av tre till fem personer. På de största befälsgalärerna kunde det förekomma upp till sju roddare per åra.
Alla större stater kring Medelhavet dömde vissa brottslingar till straffarbete som galärroddare, men till en början bara i krigstid. Kristna sjömakter som Spanien använde sig ofta av muslimska krigsfångar. Den osmanska flottan och barbareskpiraterna som de var allierade använde kristna fångar som galärroddare uppblandat med egna frivilliga. Spanien använde sig främst av galärslavar eller straffångar eftersom deras marina förvaltning var anpassad för det. Venedig hade en av de få större flottor som använde sig av fria roddare eftersom de byggde sina galärer för alla sensile-rodd, en teknik som krävde erfarna, professionella roddare. Johanniterriddarna, Påvestaten, Florens och Genua använde sig främst av galärslavar och de nordafrikanska ghazi-piraterna använde nästan enbart av kristna slavar.

## Beväpning och stridstaktik

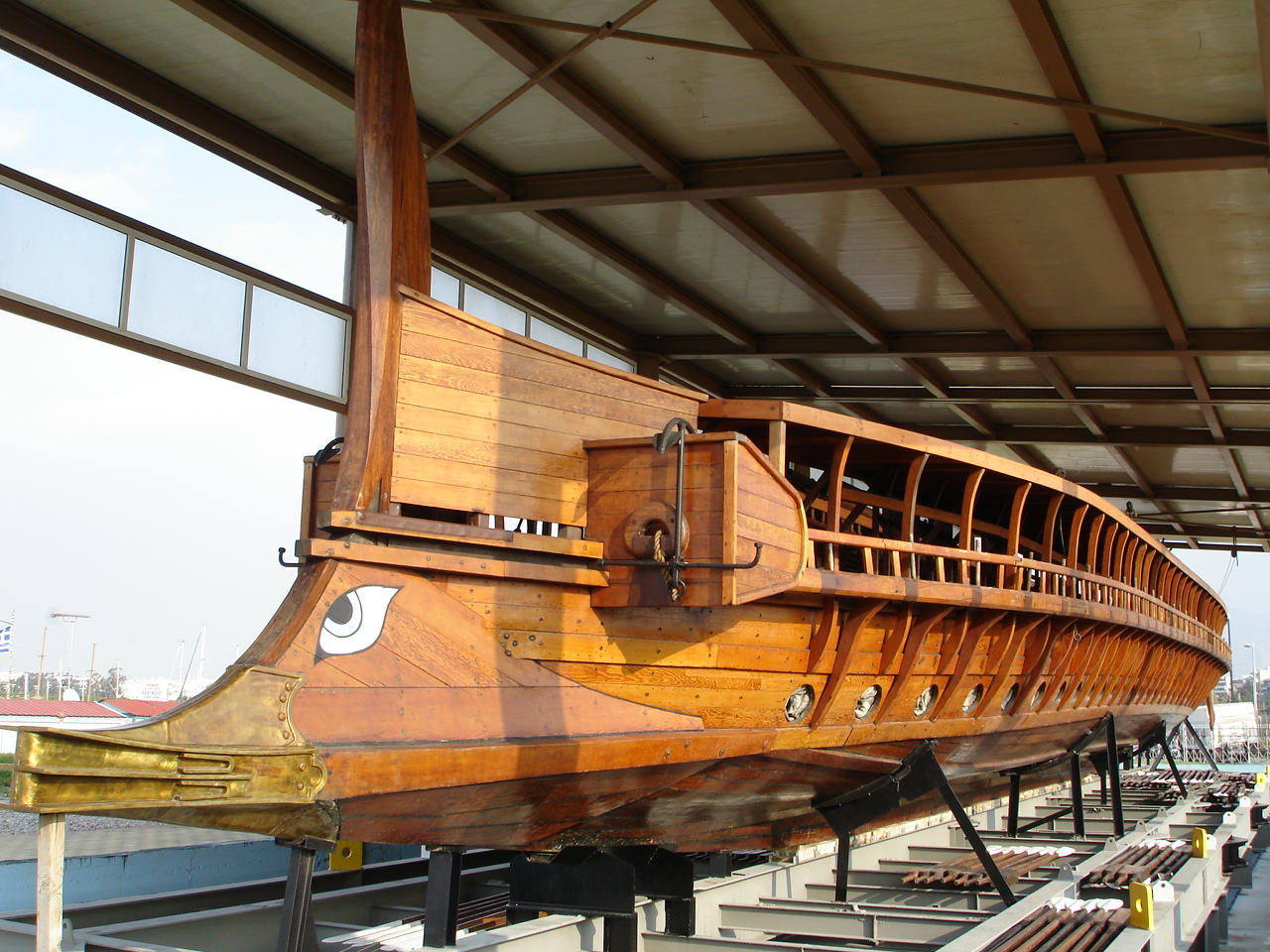
Fören på Olympias, en modern fullskalig rekonstruktion av en klassisk grekisk trirem.

Under så gott som hela sjökrigshistorien var bordning det enda sätte att avgöra strid till sjöss men väldigt lite är känt om hur exakt det gick till. Slaget vid deltat på 1170-talet f.Kr. är ett av de första kända sjöslagen och utkämpades främst genom närstrid med stöd av bågskyttar. Slaget var en seger för Egypten och hyllades på Ramses III:s gravtempel i Medinet Habu. På en målning i templet avbildas hård närstrid, bordning och änterdraggar som kastas upp i riggen på fiendens fartyg för att få dem att kantra och dra ner besättningen i vattnet.
Runt 700 f.Kr. började rammning att användas som ett vapen av krigsgalärer som utrustades med metallskodda rammar. Samtida källor om de persiska krigen i början av 400-talet f.Kr. skrivna av den antike historikern Herodotos (ca 484–25 f.Kr.) bekräftar att rammning hade blivit en etablerad taktik vid den här tiden. Själva rammandet gick ut på köra rakt in i aktern eller sidan på en fiendes fartyg och slå ett hål i deras skrov. Det här sänkte inte en antik krigsgalär såvida den inte var ovanligt tungt lastad. Med normal last hade den tillräckligt med bärkraft för att flyta även med ett hål i skrovet men den blev snabbt ohanterlig, instabil och i princip omöjliga att manövrera. Ett annat sätt var att bryta av fiendens åror. Om ramning inte var gick att göra eller misslyckades, så skulle ens egna soldaterna försöka borda och erörvra fiendens fartyg genom att hålla fast det med änterhakar och beskjuta det med pilar och spjut innan man anföll. Man tror också att det förekom att man försökte sätta eld på fiendens fartyg genom att kasta brinnande föremål eller genom att hälla ut innehållet från långskaftade fyrfat. Det var inte nödvändigtvis avsett att bränna ner fartyget utan att skapa kraftig rökutveckling under däck som snabbt satte roddarna ur funktion.
Rammningstaktiken ersattes gradvis under de sista århundradena f.Kr. av makedonierna och romarna som båda var mer fokuserade på strid på land snarare än till sjöss. Under romersk tid blev sjöstrid främst inriktad på taktik med tungt infanteri och stora kastvapen. Krigsgalärerna blev tyngre och mindre rörliga och krävde inte lika skickliga roddare och krigsflottorna blev mindre beroende av professionella roddare med lång erfarenhet.

### Bordning tar över

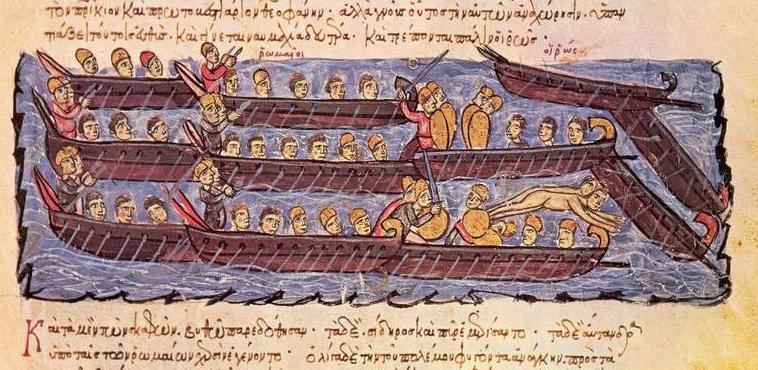
Den bysantinska flottan besegrar rusernas anfall mot Konstantinopel år 941. De bysantinska dromonerna kapsejsar de rusiska fartygen och bryter av deras åror med fartygssporrarna; illustration från krönika av Johannes Skylitzes, 1200-talet.

Kring de första århundradena e.Kr. upphörde man att ramma och kunskapen om hur man byggde triremer enligt den antika traditionen försvann. Medeltida galärer fick istället en utskjutande del i förrän, en "sporre", i som var avsedd för att bryta av fiendens åror och fungera som en brygga för att ta sig över till fiendens fartyg och borda dem. Det enda som liknande antikens rammningstaktik var en del försök där man försökte destabilisera eller välta fiendens fartyg.
Den bysantinska flottan var den största krigsflottan i Medelhavet under större delen av tidig medeltid. Den använde uppställningar som var halvemåneformade för att gå runt fiendens flanker. Det var en taktik som togs upp även av de arabiska galärflottorna från 600-talet och framåt. Första skedet vid sjöslag var beskjutning med pil och båge, kastspjut, brinnande föremål och fotanglar. Syftet var inte att sänka fartyg, utan att bekämpa fiendesoldater innan man försökte borda och det var striden ombord som sen blev avgörande. Bysantinska dromoner hade pavisader, långa ställ med stora sköldar längs räckena som gav skydd mot projektiler. Större galärer hade också höga trätorn vid masterna som användes för att skjuta pilar och kasta spjut ner på fienden.
Senare medeltida flottor fortsatte att använda liknande taktik som bysantiska och arabiska flottor med en sorts linjeformationen som standard. Galärer var avsedda att strida från fören och var som svagast längs sidorna särskilt mitt på fartyget. Halvmåneformationer fortsatte att användas under hela medeltiden och var tänkta att låta flottans flyglar omsluta fienden och åka rakt in i fiendens fartygssidor.

### Artilleri på galärer

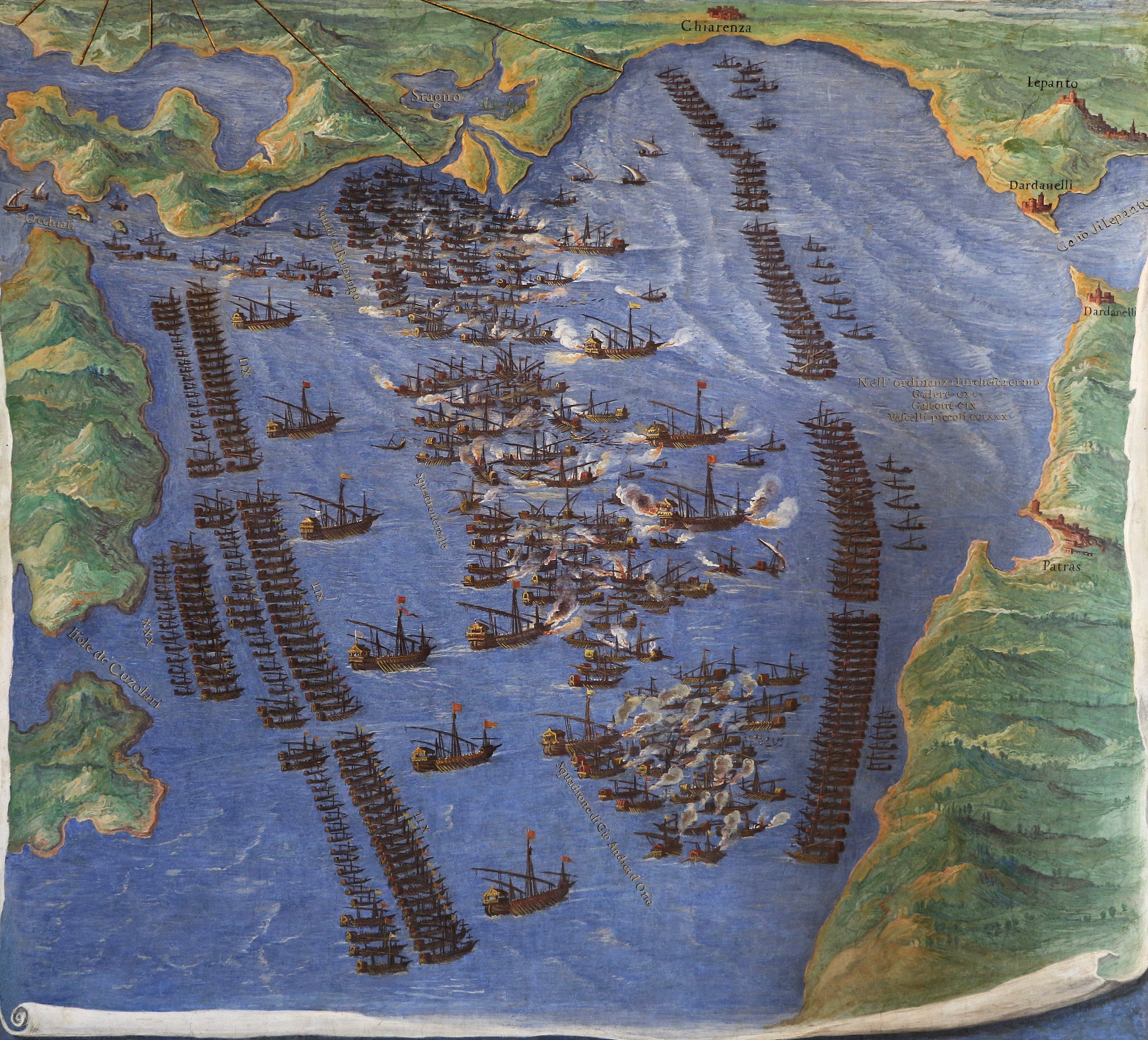
Samtida skildring av slaget vid Lepanto 1571 som visar de disciplinerade formationerna hos de allierade och osmanska flottorna; fresk i Vatikanmuseet.

De tidigaste kanonerna var av grov kaliber (sköt väldigt stora kulor) och var till en början av smidesjärn. De var betydligt bräckligare jämfört med de gjutna kanoner i brons som började bli standard på 1500-talet. På galärer så fästes kanonerna till en början direkt på fören, riktade framåt. Det var den här placeringen som blev standarden för artilleri på galärer fram tills de helt slutades användas i krig i början 1800-talet. Införandet av tunga kanoner och handeldvapen förändrade inte taktiken avsevärt. Snarare gjorde det att fören blev än mer viktig som det främsta vapnet, eftersom det blev en utgångspunkten vid bordning och även den plats där både kanoner och musköter koncentrerades. Galärerna var på många sätt överlägsen segelfartyg under det tidiga skedet i kanonernas utveckling. De hade en tydlig taktisk fördel eftersom det var enklare att rikta tungt artilleri mot en motståndare.
I storskaliga galärslag förblev taktiken i stort sett densamma fram till slutet av 1500-talet, även efter att tunga kanoner. Den praktiska räckvidden för tidiga kanoner var kortare än sträckan som en galär kunde färdas under den tid det tog att ladda om kanonerna. Istället för att riskera att helt missa fienden väntade man så länge som möjligt med att avfyra samtliga kanoner för att vara säker på att träffa. Det liknade på många sätt infanteritaktiken under den tid då eldvapen fortfarande hade väldigt kort räckvidd. Man väntade ofta med att skjuta tills precis innan man stötte samman med fiendens fartyg och i extrema fall hände det att dussintals omedelbart dog av den inledande salvan och orsakade en förödande chockverkan på fienden. Såvida inte ena styrkan lyckades utmanövreras den andra så inleddes slag genom att flottorna möttes på linje, för mot för, och varje fartyg blev ett eget slagfält i miniatyr. Så länge man höll åtminstone delar av ett fartyg kunde förstärkningar matas in i striden från reservfartyg bakom stridslinjen.

## Symbolik och ceremoni

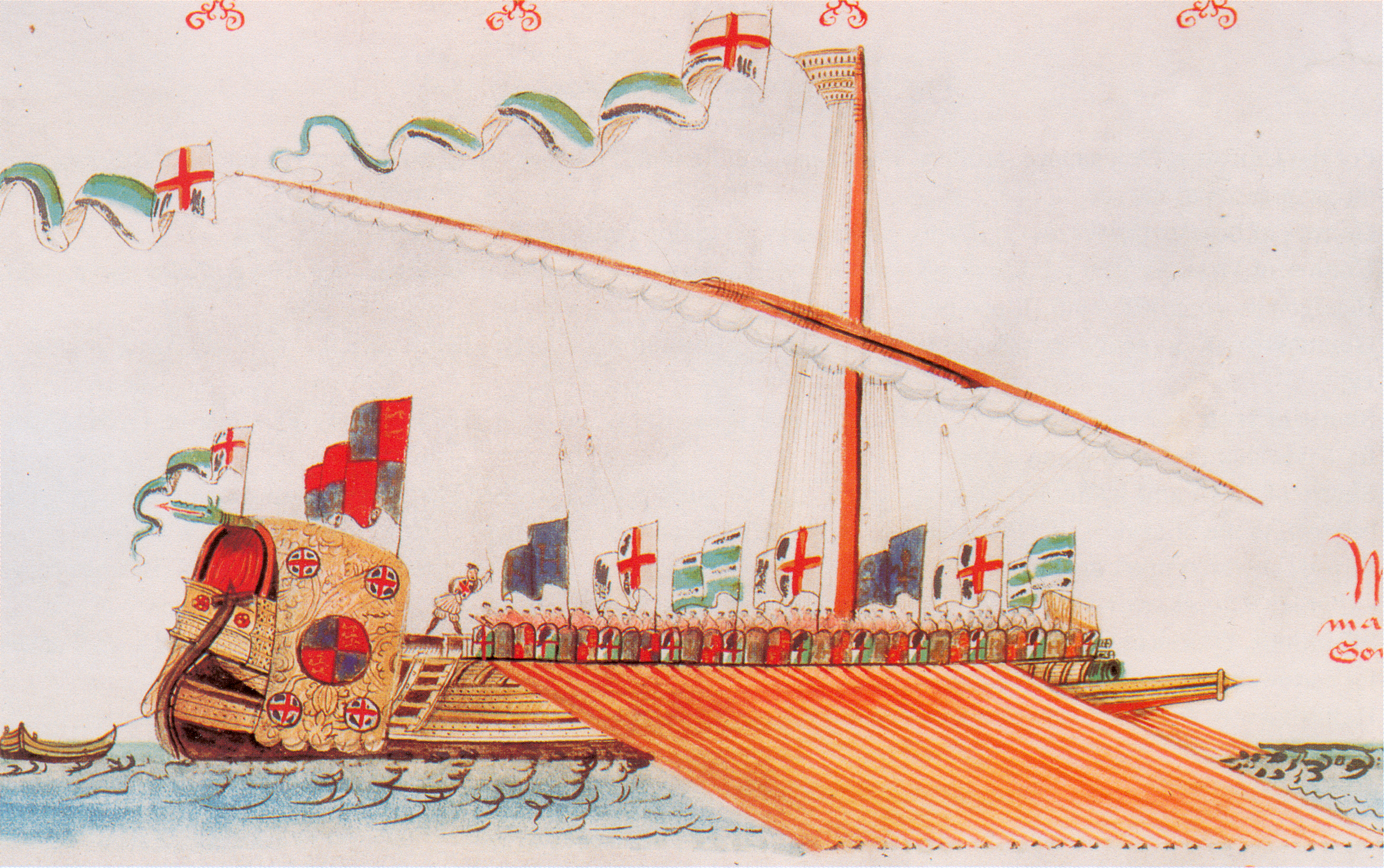
Galley Subtle, en av få galärer i medelhavsstil som byggdes av engelska flottan under tidigmodern tid. Teckningen är från Anthonyrullen (ca 1546) och var tänkt att vara dess mittpunkt.

Galärer användes för rent ceremoniella syften av många härskare och stater. Under tidigamodern tid i Europa hade galärer betydligt högre prestige än segelfartyg. De ansågs vara närmare förknippade med krig på land och använde taktik som var väldigt lik den som används vid fältslag. Den högsta bedriften för en adelsman, furste eller kung var att visa prov på ridderlighet i krigståg på land. I Östersjöområdet byggde Gustav Vasa många galärer under 1500-talet, något som var förknippat med en renässansfurste. När han reste till sjöss färdades Gustav tillsammans med sitt hov, livvakt och förvaltare på galärer. Även den engelske kungen Henrik VIII lät bygga galärer i medelhavsstil och bemannade dem med slavar även om dåtidens engelska flottans främsta fartyg vid den tiden var segelfartyg som Mary Rose.
Marinhistorikern Nicholas Rodger har beskrivit galären som mer prestigefull än segelfartyg och som "den högsta symbolen för kunglig makt [...] som var tydligt förknippad med arméer och därför även med furstar." Kopplingen mellan furstlig makt och galärer förstärktes ytterligare av den franske "solkungen", Ludvig XIV som skapade en särskild galärkår. Ludvig och den franska staten skapade ett verktyg och en symbol för kungligt envälde som i princip inte utkämpade några slag men som var ett kraftfullt uttryck för absolutism. Flera mindre galärer byggdes till den kungliga flottiljen i Grand Canal i Versailles slottspark för att underhålla hovet. De franska kungliga galärerna kryssade i Medelhavet där de tvingade utländska fartyg att visa respekt för den kungliga fanan, eskorterade ambassadörer och kardinaler och deltog i uppvisningar och kungliga festspel. Historikern Paul Bamford har beskrivit attgalärer "måste ha tilltalat militärer och adliga befäl [...] som var vana vid att åtlydda och betjänade" till skillnad från segelfartyg som var mer beroende av mer oförutsägbart väder och komplicerade riggar.

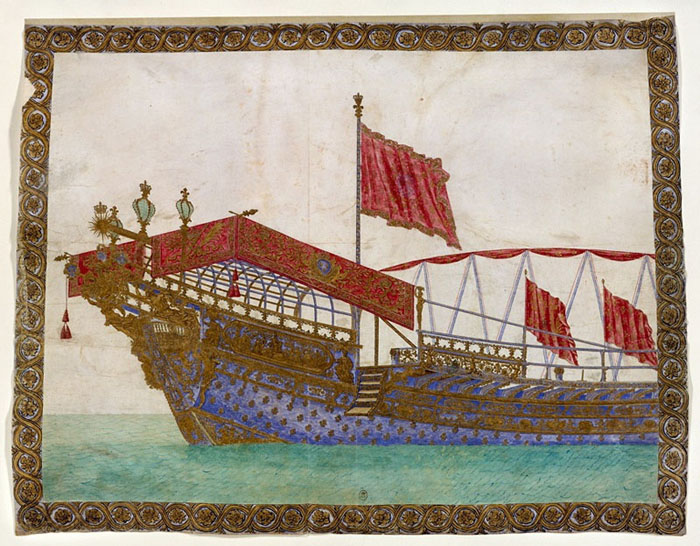
Gouache av en fransk kunglig galär från sent 1600-tal. Fartyget är utsmyckat med röd och blå damast, brokad och sammet till akterkapell och fanor, och har snidade, förgyllda ornament på räcken, utriggare och skrov.

Den franska galärkåren var ett fruktat och kostnadseffektivt fängelsesystem som användes för att döma brottslingar, politiska meningsmotstånader och religiösa avvikare till straffarbete som galärslavar.
Många franska protestanter blev särskilt illa behandlade i galärkåren. Även om de bara var en liten minoritet så var det deras berättelser och vittnesmål som dominerade bilden av kungens galärer. 1909 skrev den franske författaren Albert Savine (1859–1927) att "näst efter Bastiljen var galärerna den gamla regimens största fasor". Långt efter att man slutat använda straffångar i galärerna, och även långt efter Napoleons regeringstid, fortsatte man använda ordet galérien ("galärroddare") som en allmän term för straffarbetare och fåndar som dömts till särskilt hårda straff.